# Mathias Reynard

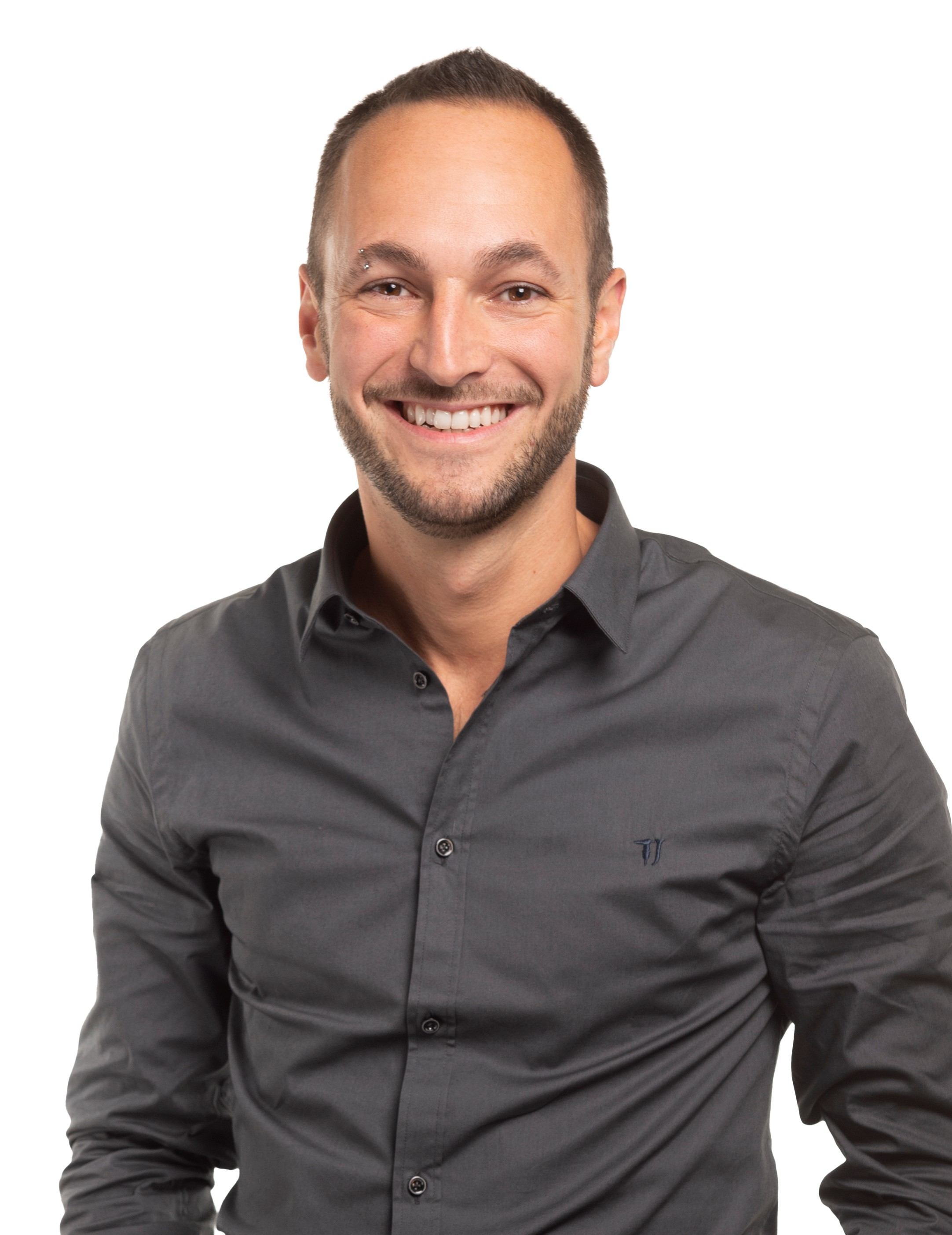
Mathias Reynard – 2021

Mathias Reynard (* 7. September 1987 in Sion, heimatberechtigt in Savièse) ist ein Schweizer Politiker und Mitglied der Sozialdemokratischen Partei. Mitglied des Nationalrats von 2011 bis 2021 und seit dem 1. Mai 2021 Staatsrat des Kantons Wallis.

## Biografie
Mathias Reynard wurde am 7. September 1987 in Sitten geboren. Er stammt aus Savièse, das im selben Walliser Bezirk liegt. Seine Mutter ist Krankenschwester, sein Vater Bodenleger.
Er besuchte das Kollegium Les Creusets in Sitten, das er 2006 mit einer klassischen Matura abschloss. Er setzte sein Studium der Geisteswissenschaften an der Universität Lausanne fort (Französisch, Geschichte, Philosophie) und wurde ab September 2010 Lehrer an der Orientierungsschule von Savièse. Mit seiner Wahl in die Walliser Regierung musste er seinen Lehrberuf beenden.
Er lebt in Savièse.

## Politischer Werdegang
Von 2005 bis 2009 war er Präsident der Jungsozialisten des französischsprachigen Wallis. 2009 wurde er Suppleant im Walliser Grossen Rat5. Im selben Jahr wurde er Chefredakteur des Peuple Valaisan.
Im März 2011 wurde er nach dem Rücktritt von Anne-Christine Bagnoud Grossrat.

### Nationalrat
Mathias Reynard hält seine Rede als jüngster Abgeordneter des Parlaments bei der Eröffnungszeremonie der 49. Legislaturperiode.
Am 23. Oktober 2011 wurde er mit gerade einmal 24 Jahren in den Nationalrat gewählt und ist damit der jüngste Abgeordnete der 49. Legislaturperiode. Er nimmt Einsitz in die Kommission für Wissenschaft, Bildung und Kultur (WBK).
Im Jahr 2015 wird er mit 33 469 Stimmen, dem zweitbesten Ergebnis des Kantons, erneut in den Nationalrat gewählt. Dies ist ein Rekord für einen Sozialdemokraten im Wallis. Er sitzt erneut in der WBK und ab Dezember 2018 auch in der Kommission für Umwelt, Raumplanung und Energie (UREK).
2019 wird er mit 34 175 Stimmen als bester gewählter Vertreter des Kantons Wallis in den Nationalrat gewählt und ist damit der erste nicht aus den Reihen der CVP stammende Kandidat für diesen Platz. Er kandidierte auch für den Ständerat und belegte mit 36 323 Stimmen im ersten Wahlgang den dritten Platz, scheiterte jedoch im zweiten Wahlgang mit 1 370 Stimmen an Marianne Maret, obwohl er im französischsprachigen Wallis 47 302 Stimmen erhielt (56 % der Stimmen im französischsprachigen Wallis). In dieser Legislaturperiode präsidiert er ab dem 2. Dezember 2019 die WBK.
Am 26. Januar 2020 kündigte er seine Kandidatur – im Zweierteam mit Priska Seiler Graf – für das Präsidium der SP Schweiz an. Die Wahl zur Nachfolge von Christian Levrat sollte eigentlich Anfang April stattfinden, wurde aber aufgrund der Coronavirus-Krise auf den Herbst 2020 verschoben. Am 19. Juni 2020 kündigte er an, auf die Wahl zu verzichten und sich stattdessen für die Wahl zum Walliser Staatsrat zu bewerben, die für März 2021 angesetzt war.

### Vereinmandate
Er war Mitglied des Komitees der Alpen-Initiative und hat seit 2016 das Präsidium des Vereins "Hochspannungsleitungen in den Boden", der die Erdverlegung von Hochspannungsleitungen zum Ziel hat.
Er war zudem von 2018 bis 2021 Vorstandsvorsitzender des Schweizerischen Arbeiterhilfswerks Wallis und von 2013 bis zu seiner Wahl in den Staatsrat Präsident des Walliser Gewerkschaftsbundes.

### Walliser Staatsrat
Bei den kantonalen Wahlen 2021 wurde er in den Staatsrat des Kantons Wallis gewählt. Im zweiten Wahlgang belegte er mit 49 094 Stimmen den dritten Platz, nach einer Kampagne, die sich auf hundert aus einem partizipativen Prozess hervorgegangenen Vorschlägen konzentrierte. Er übernimmt das Departement für Gesundheit, Soziales und Kultur, das zuvor von Esther Waeber-Kalbermatten geführt wurde. Er ist der erste französischsprachige Sozialdemokrat in der Regierung und der jüngste seit über einem Jahrhundert.

### Politische Positionen
Er steht eindeutig links in seiner Partei, auf dem Gewerkschaftsflügel. Laut der Journalistin Stéphanie Germanier (Le Nouvelliste) ist er ein bodenständiger Sozialdemokrat, der traditionelle und lokale Werte wie die Dialekte verteidigt.
Er ist bekannt für seinen Kampf gegen Diskriminierungen, insbesondere für LGBT-Rechte (Kampf gegen Homophobie, der zu einer Ausweitung der Antirassismus-Strafnorm führte, und die Ehe für alle), setzt sich aber auch für Lohngleichheit, Vaterschaftsurlaub und Elternurlaub, die Unterstützung von Kinderkrippen, die Verteidigung des öffentlichen Dienstes, eine für alle zugängliche Bildung oder die Buchpreisbindung ein.